# Wessington
Wessington è una città situata tra le contee di Beadle e Hand nello Stato del Dakota del Sud. La popolazione era di 170 abitanti al censimento del 2010.

## Geografia fisica
Secondo lo United States Census Bureau, ha un'area totale di 0,38 mi² (0,98 km²).

## Storia
Dal 1882 è attivo un ufficio postale a Wessington. La città prende il nome dalle vicine Wessington Hills.
La crescita iniziale di Wessington iniziò perché era un punto di trasbordo per i cereali prodotti localmente a causa della ferrovia (C. & N.W. Ry. Co.). Ciò permise ai produttori locali di ridurre i costi di spedizione rispetto ai villaggi più lontani dalle ferrovie, incoraggiando la posizione di altre imprese nella città. Wessington originariamente si trovava nella contea di Beadle, e la coesione della comunità portò presto alla crescita nella vicina contea di Hand.
Nel 1918 ci fu una fiorente attività di produzione di ghiaccio naturale che riforniva vagoni merci refrigerati. L'industria del bestiame nell'area aumentò la qualità del mercato del bestiame nazionale attraverso miglioramenti nella gestione della mandria e adattamenti alle mutevoli richieste dei consumatori. Molti produttori hanno ricevuto riconoscimenti nazionali nel corso degli anni.

## Società

### Evoluzione demografica
Secondo il censimento del 2010, la popolazione era di 170 abitanti.

### Etnie e minoranze straniere
Secondo il censimento del 2010, la composizione etnica della città era formata dal 98,8% di bianchi, lo 0,0% di afroamericani, lo 0,0% di nativi americani, lo 0,0% di asiatici, lo 0,0% di oceanici, lo 0,0% di altre razze, e l'1,2% di due o più etnie. Ispanici o latinos di qualunque razza erano l'1,2% della popolazione.